# Richia richioides
Richia richioides är en fjärilsart som beskrevs av Dyar 1912. Richia richioides ingår i släktet Richia och familjen nattflyn. Inga underarter finns listade.